# Wertsteuer
Eine Wertsteuer ist eine Steuer auf den Preis des betrachteten Gutes bzw. den Wert einer Transaktion. Wertsteuern werden als prozentuale Aufschläge oder Abschläge von Umsatz, Einkommen oder Zollwert erhoben.
Wird ein Gut zum Beispiel mit einem Umsatzsteuersatz von τ (sprich: tau) belastet, ergibt sich ein Konsumentenpreis von {\displaystyle q=(1+\tau )p.} Bei Wertsteuern als Produktionsabgaben kann es sein, dass das Unternehmen nicht die gesamten Mehrkosten auf den Konsumenten überwälzen kann, in diesem Fall ist {\displaystyle q<(1+\tau )p.}
Nach der geläufigen Terminologie unterscheidet man Wertsteuern (engl.: ad valorem taxes) von Mengensteuern (engl.: unit taxes, specific taxes). Bemessungsgrundlage einer Mengensteuer ist direkt die Menge eines Gutes und nicht deren Preis. Wertsteuern haben gegenüber Mengensteuern den Vorteil, dass sie mit der inflationsbedingten Rate der Geldgrößen mitwachsen. Um die Inflationsrate auszugleichen, sind also keine Steuererhöhungen notwendig, die von der Politik schwer zu vermitteln sind. Deswegen sind die bedeutenden Steuern heutzutage Wertsteuern.
Bei progressiven Steuern ist der beschriebene Aufkommenseffekt noch ausgeprägter. So kann der Gesetzgeber sogar „Steuersenkungen“ verkünden, bei denen er nur jene Mehreinnahmen zurückgibt, die in den Vorjahren durch die kalte Progression eingenommen worden sind.
Zu unterscheiden sind Bruttowertsteuern und Nettowertsteuern. Während bei Bruttowertsteuern die Steuer von der Bemessungsgrundlage abgezogen wird, wird bei Nettowertsteuern die Steuer zur Bemessungsgrundlage hinzuaddiert. Die Umsatzsteuer ist eine Nettowertsteuer und beträgt in Deutschland aktuell 19 %. Das entspricht einer Bruttowertsteuer in der Höhe von rund 15,97 %. Ein Steuersatz von 19 % auf den Nettowert entspricht also einem Steuersatz von 15,97 % vom Bruttowert. Demgegenüber gehört die Einkommensteuer zur Gruppe der Bruttowertsteuern. Für die Umrechnung zwischen Bruttowertsteuer und Nettowertsteuer gilt die Formel:
{\displaystyle \mathrm {Bruttowertsteuer} =1-{\frac {1}{1+\mathrm {Nettowertsteuer} }}.}